# Ceanothus thyrsiflorus
Espèce
Classification phylogénétique
Ceanothus thyrsiflorus est une espèce de plantes à fleurs de la famille des Rhamnaceae. C'est un arbuste de 60 cm de haut. Dressé, vigoureux, aux branches arquées, ses feuilles, de 3 à 4 cm de long, sont persistantes, alternes, ovales, dentelées, vert moyen lustré.
Sa floraison, en panicules terminales et latérales de 3 à 8 cm de long, se déroule en mai-juin. Elle peut être bleu pâle à bleu foncé.
Originaire de la Californie et de l'Oregon, il est cultivé en Europe.

## Étymologie
- Le mot Ceanothus vient du grec ancien κεάνωθος (keánōthos), utilisé par Théophraste (372–288 av. J.C.) pour désigner un chardon[1],[2].
- Le mot thyrsiflorus veut dire « à fleurs en thyrse ».

## Variétés
- var. griseus : feuilles larges et obtuses à l'apex, velues et soyeuses au revers, marge ondulée. Fleurs bleu lilas en mai, rusticité moyenne. A palisser sur un mur ensoleillé.
- var. repens : variété tapissante, vigoureuse, fleurs bleues en mai. Bonne rusticité sur talus et en couvre sol.
- var. thyrsiflorus

## Cultivars

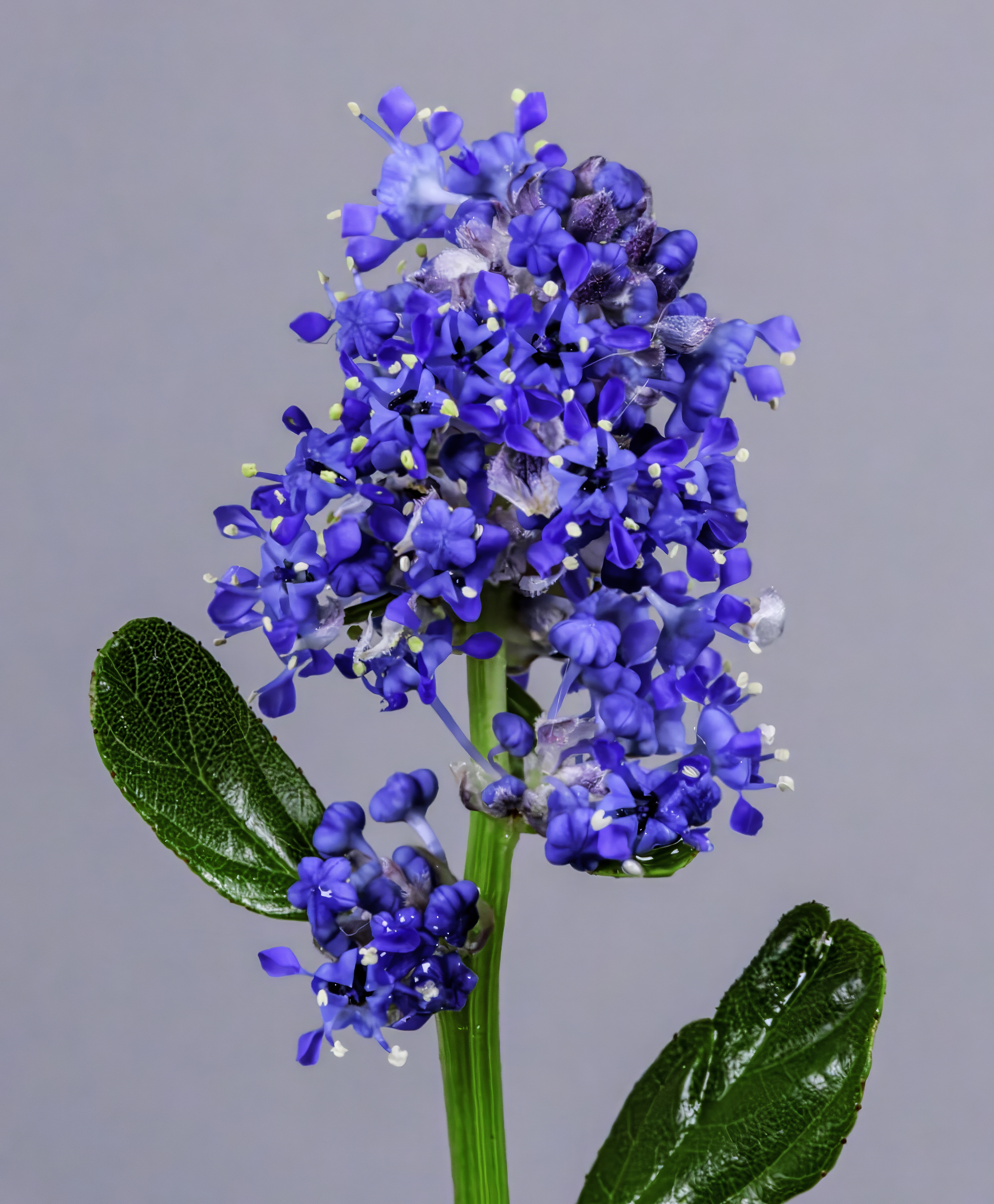
Ceanothus thyrsiflorus 'Skylark - inflorescence (MHNT)

- 'Cascade' : Feuilles plus oblongues, floraison en avril à juin, en panicules bleu violacé de 3 à 6 cm de long.
- 'Millerton Point' : branches étalées. Fleurs blanc crème à parfum de miel, en panicules de 7 à 10 cm de long.
- 'Skylark' : très compact et érigé. Feuillage vert foncé. Fleurs bleu indigo foncé.